# マイソール王国

マイソール王国
ಮೈಸೂರು ಸಾಮ್ರಾಜ್ಯ

1784年のマイソール王国の版図

マイソール王国（マイソールおうこく、英語: Kingdom of Mysore, カンナダ語: ಮೈಸೂರು ಸಾಮ್ರಾಜ್ಯ）は、14世紀末から20世紀中頃にかけて、南インド、現在のカルナータカ州のマイソール地方に存在したヒンドゥー王朝（一時イスラーム王朝）（1339年 - 1947年）。首都はマイソール（現マイスール）とシュリーランガパトナ。
マイソールを首都においたためこの名がある。その歴史の多くをヒンドゥーのオデヤ朝（カンナダ語: ಒಡೆಯರ್ Wodiyar）が治め、1760年以降にムスリム支配におかれ、1799年よりイギリス東インド会社（後にイギリス領インド帝国）の支配下となり、オデヤ家に戻り、マイソール藩王国と呼ばれた。
マイソール王国の王家であるオデヤ家は、14世紀末頃から現カルナータカ地方に存在し、ヴィジャヤナガル王国の領土拡大にともないその臣下となり、その封建国として存続した。しかし、1565年、ヴィジャヤナガル王国がターリコータの戦いにおいて敗北した後、しだいに独立の動きを見せ、事実上半独立の立場をとった。
1610年、ヴィジャヤナガル王ヴェンカタ2世の治世、ラージャ・オデヤ1世はヴィジャヤナガル王国からマイソール王国の独立を宣言して、首都をマイソールからその近郊のシュリーランガパトナに遷都した。
18世紀後半、王国のムスリム軍人ハイダル・アリーとその息子ティプー・スルターンが政権を握り、王権は傀儡化した。また、彼ら2人が主導したマイソール戦争はおよそ30年続いたが、結果的に敗れ、マイソール王国はイギリスに従属する藩王国となった。
イギリス領インド帝国の支配下で間接支配のもと、藩王家はインド独立までこの地域を治めていた。その間、名君クリシュナ・ラージャ4世の統治により、藩王国は近代国家並みに繁栄した。

## 歴史

### 成立・ヴィジャヤナガル王国への臣従
1399年、ヤドゥ・ラーヤはカルガハッリのナーヤカであるデラヴォーイー・マーラ・ナーヤカを殺害し、マイソールの支配権を奪った。これにより、彼はこの地に支配権を確立し、マイソール王国が建国された。
主家であるヴィジャヤナガル王国では混乱が絶えず、1486年にサールヴァ・ナラシンハ・デーヴァ・ラーヤが王に推挙され、サンガマ朝からサールヴァ朝に王朝が交代した。
だが、1505年にはサールヴァ朝からトゥルヴァ朝に交代し、簒奪したヴィーラ・ナラシンハ・ラーヤも1509年に死亡し、その弟のクリシュナ・デーヴァ・ラーヤがヴィジャヤナガル王となった。
チャーマ・ラージャ3世の治世は40年にも及び、その間に首都マイソールには城塞が建設された。また、彼はヴィジャヤナガル王国の君主クリシュナ・デーヴァ・ラーヤに自身の娘を嫁がせ、1520年のライチュールの戦いにも参加している。

### ヴィジャヤナガル王国からの独立
しかし、ティンマ・ラージャ2世の治世、1565年にヴィジャヤナガル王国がターリコータの戦いにおいてデカン・スルターン朝の軍勢に敗北した後、しだいに独立の動きを見せ、事実上半独立の立場をとった。
弟のチャーマ・ラージャ4世はその治世、ヴィジャヤナガル王国から派遣され、駐在していた使節や徴税官をマイソールから追放し、その独立性を強めた。
1576年11月、チャーマ・ラージャ4世が死ぬと、チャーマ・ラージャ5世が王位を継承した。しかし、1578年12月26日、チャーマ・ラージャ4世の息子ラージャ・オデヤ1世に敗れ、アンカナハッリへと追放された。
1610年2月8日、ラージャ・オデヤ1世はシュリーランガパトナをヴィジャヤナガル王国の長官から奪取したのち、マイソールからシュリーランガパトナへと遷都し、王国に対して独立を宣言した。

### 独立初期の歴史

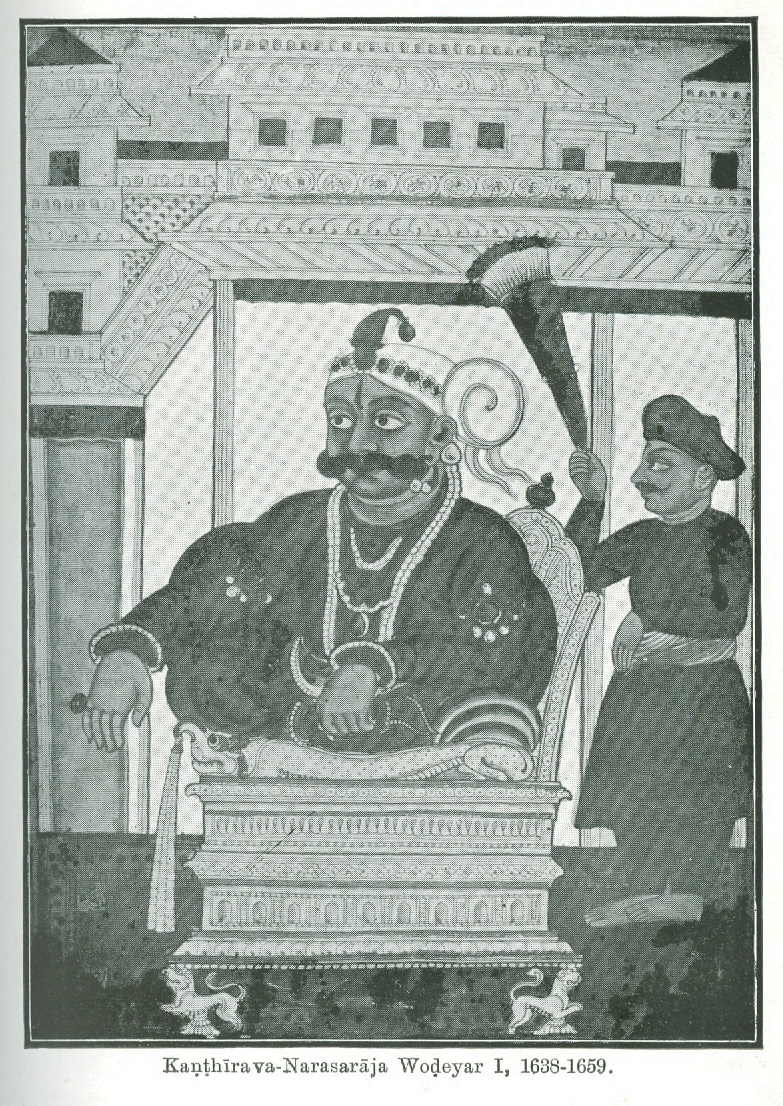
ナラサー・ラージャ1世

ナラサー・ラージャ1世の治世、マイソール王国は同じようにヴィジャヤナガル王国から独立したマドゥライ・ナーヤカ朝やケラディ・ナーヤカ朝といったナーヤカ朝などと争い、その領土の征服に成功している。また、ナラサー・ラージャ1世は首都シュリーランガパトナに城壁、貨幣鋳造所、火薬庫を建造する一方、カーヴェーリ川からの用水路を複数作り、周辺地域の農業開発を進めた。
だが、17世紀、デカン地方のビジャープル王国がヴィジャヤナガル王国など南方諸国を攻撃し、1639年1月にマイソール王国の首都シュリーランガパトナはビジャープル王国に包囲された。
1649年、主家であったヴィジャヤナガル王国がビジャープル王国に攻め滅ぼされると、ナラサー・ラージャ1世はその最後の王シュリーランガ3世を支援している。のちにシュリーランガ3世がマイソール王国に亡命してきた際も、王国は亡命を受け入れている。
しかし、その従兄弟ドッダ・デーヴァ・ラージャの治世、ケラディ・ナーヤカ朝の大軍が首都シュリーランガパトナを攻撃したが、マイソール王国は撃退している。のち、ケラディ・ナーヤカ朝には貢納を命じている。

### マイソール王国の中央集権化

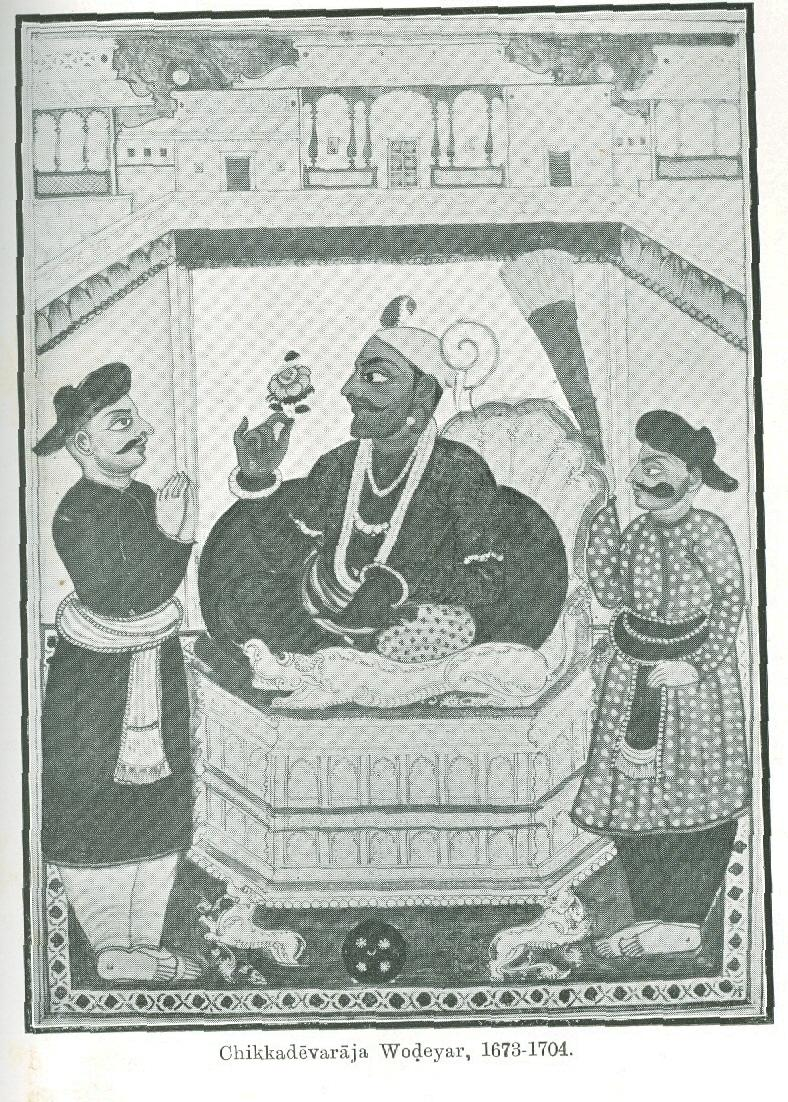
チッカ・デーヴァ・ラージャ

17世紀後半、その息子チッカ・デーヴァ・ラージャの治世に、それまで在地の連合政権の性格を見せていたマイソール王国の中央集権化が進められ、王権の強化が行われた。
また、その治世を通して、マイソール王国はナーヤカ朝などと争い領土を拡大し、デカンで強盛を誇っていたマラーター王国の王サンバージーが、1682年に国境に攻めてきたが、これを撃退している。だが、1689年にマラーター王国のサンバージーが死亡し、マラーター勢力が南下すると、マイソール王国の領土はマラーター勢力によって荒らされた。
その後、マイソール王国は積極的に帝国軍に協力したため、1687年に帝国がタンジャーヴール・マラーター王国からバンガロールを奪った際、同地を封土として与えられた。だが、同年7月10日にチッカ・デーヴァ・ラージャはタンジャーヴール・マラーター王国に対し、このバンガロールの領土の対価として30万ルピーを支払い、同地を購入する形をとった（同月29日にはマイソールの旗を掲げた）。
その後、その息子ナラサー・ラージャ2世の治世、1707年に皇帝アウラングゼーブが死亡し帝国が衰退していくと、ムガル帝国の広大な領土は徐々に解体された。その過程で1713年にカルナータカ太守（アルコット太守）が独立して地方政権が成立するなど、南インドはこれらをはじめとするいくつかの地方勢力が分立する形となり、マイソール王国もその主権から離れていった。

### カーナティック戦争とハイダル・アリーの実権掌握

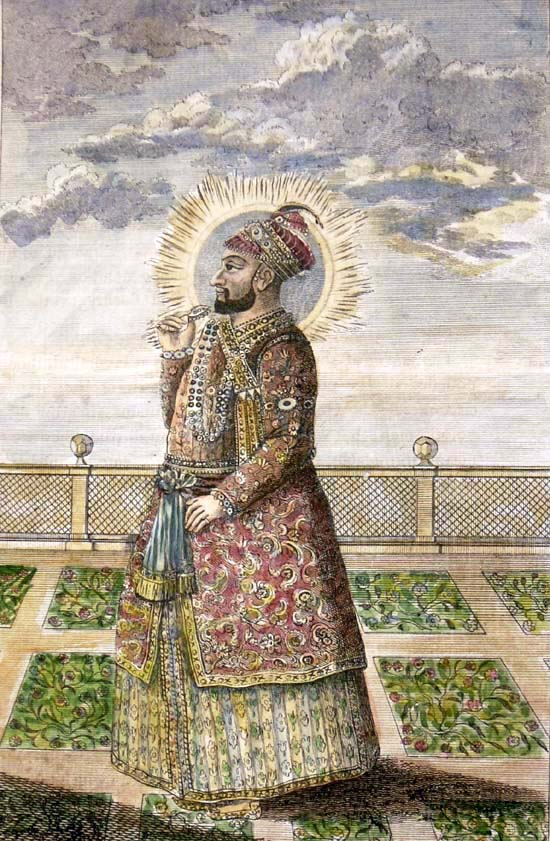
ハイダル・アリー

17世紀、イギリスはマドラスに、フランスはポンディシェリーにそれぞれ南インドに確立し、18世紀になると植民活動に乗り出そうとしていた。1740年以降、カルナータカ地方政権で内紛がおこり、イギリス、フランスや現地勢力の争いと結び付き、1744年には南インドでは以降3次にわたるカーナティック戦争が勃発した。
マイソール王国もこの戦争に参加し、第2次カーナティック戦争以降、王国のムスリム軍人であるハイダル・アリーが活躍した。第2次、第3次カーナティック戦争では、ハイダル・アリーは王国の軍司令官の1人としてその天才的な軍事才能を発揮し、マラーター同盟やニザーム王国との戦いを有利に進めた。マイソール王クリシュナ・ラージャ2世はハイダル・アリーを重用し、1759年にダラヴァーイー（軍総司令官）に任命した。
ハイダル・アリーの伸長に対し、1760年8月22日にマラーター王国と結んだ反ハイダル・アリー派をは政変を起こした。彼らはハイダル・アリーを失脚させたのち、シュリーランガパトナから追放した。
だが、まもなくハイダル・アリーは勢力を盛り返し、翌1761年6月には再び王国の実権を握った。クリシュナ・ラージャ2世はこれを認め、彼をサルヴァーディカーリー（首席大臣）に任命した。
同年、ハイダル・アリーは世俗君主の称号「スルターン」を名乗り、ムガル帝国の皇帝シャー・アーラム2世にも認可を受け、その正当性を確保した。旧王家のオデヤ家は、クリシュナ・ラージャ2世の死後、ナンジャ・ラージャ、チャーマ・ラージャ8世、チャーマ・ラージャ9世が擁廃立された。

### ハイダル・アリーによる近代化と領土拡大

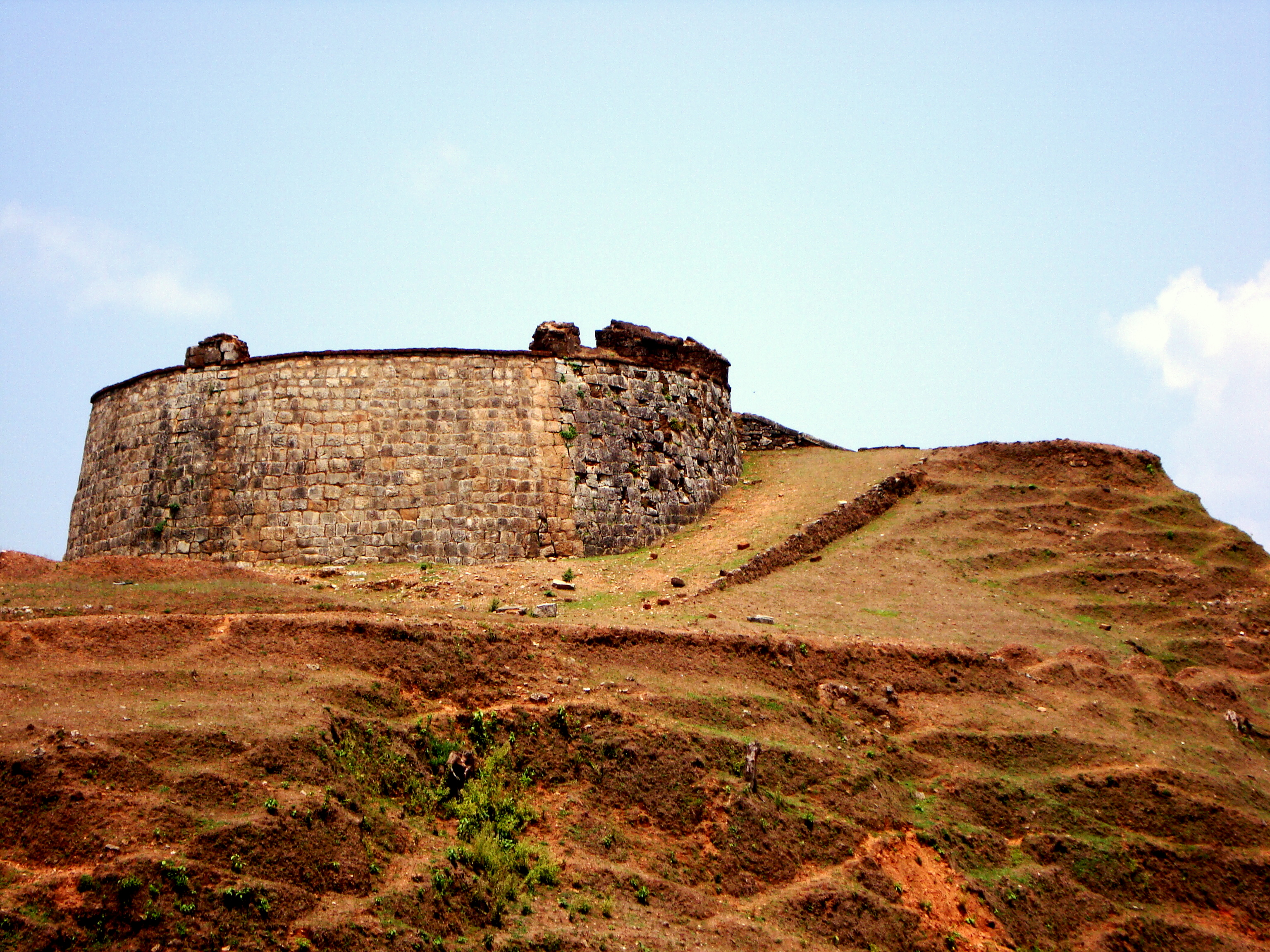
ナガラの城塞

1763年3月、ハイダル・アリーはケラディ・ナーヤカ朝を滅ぼし、アラビア海に面したカナラ地方の併合に成功した。彼はこの王朝の首都であるビダヌールをハイダルナガルと改名し、シュリーランガパトナに代わる自身の拠点とした。
ハイダル・アリーはビダヌールをハイダルナガル（ハイダルナガラ、現ナガラ）と改称し、王国の首都シュリーランガパトナとは別の自身の拠点として重視した。 1764年、彼は王国の県知事らを招集したが、その集合地はハイダルナガルであった。同地には貨幣鋳造所が設けられ、ハイダル・アリーの名を冠したハイダリー・パゴダという金貨が鋳造された。
ハイダル・アリーは軍を西洋式にするなどの近代化を進め、行政機構の中央集権化を進めた。そのひとつにザミーンダールによる徴税請負制を徐々に廃し、国家による直接徴税を行い、税収の増加を目指そうとしたことがあげられる。また、ハイダル・アリーは宗教に比較的に寛容であり、彼の最初の宰相をはじめ文官、軍の指揮官や兵士ほとんどはヒンドゥー教徒だった。
さらに、ハイダル・アリーはマイソール王国の領土の拡大を目指し、1763年3月にケラディ・ナーヤカ朝を滅ぼし、ケーララ地方にも侵略し、1766年ザモリンのカリカットを落とし、1767年初頭にはトラヴァンコール王国に侵入し、急速に南インドに領土を拡大した。また、シュリーランガパッタナやバンガロールなどの拠点にはそれら官営の作業場を増設し、軍が使用する銃や大砲の一部の製造を官営作業場で製造したため、長期的な戦争が可能となった。
このように、マイソール王国は南インドにおいて最も強勢を誇ったが、当時第三次カーナティック戦争終結後に南インドにおいて優位だったイギリスとの対立を不可避にした。また、デカンのマラーター同盟やニザーム王国なども、マイソール王国の南インドにおける進出を脅威とし、イギリスと協力関係を結ぼうとした。一方、ハイダル・アリーもまたフランスとの同盟を利用し、軍事顧問を受けいれてイギリスに対抗しうる援助を得て、軍事的な近代化を目指した

### 第一次マイソール戦争と諸国との争い

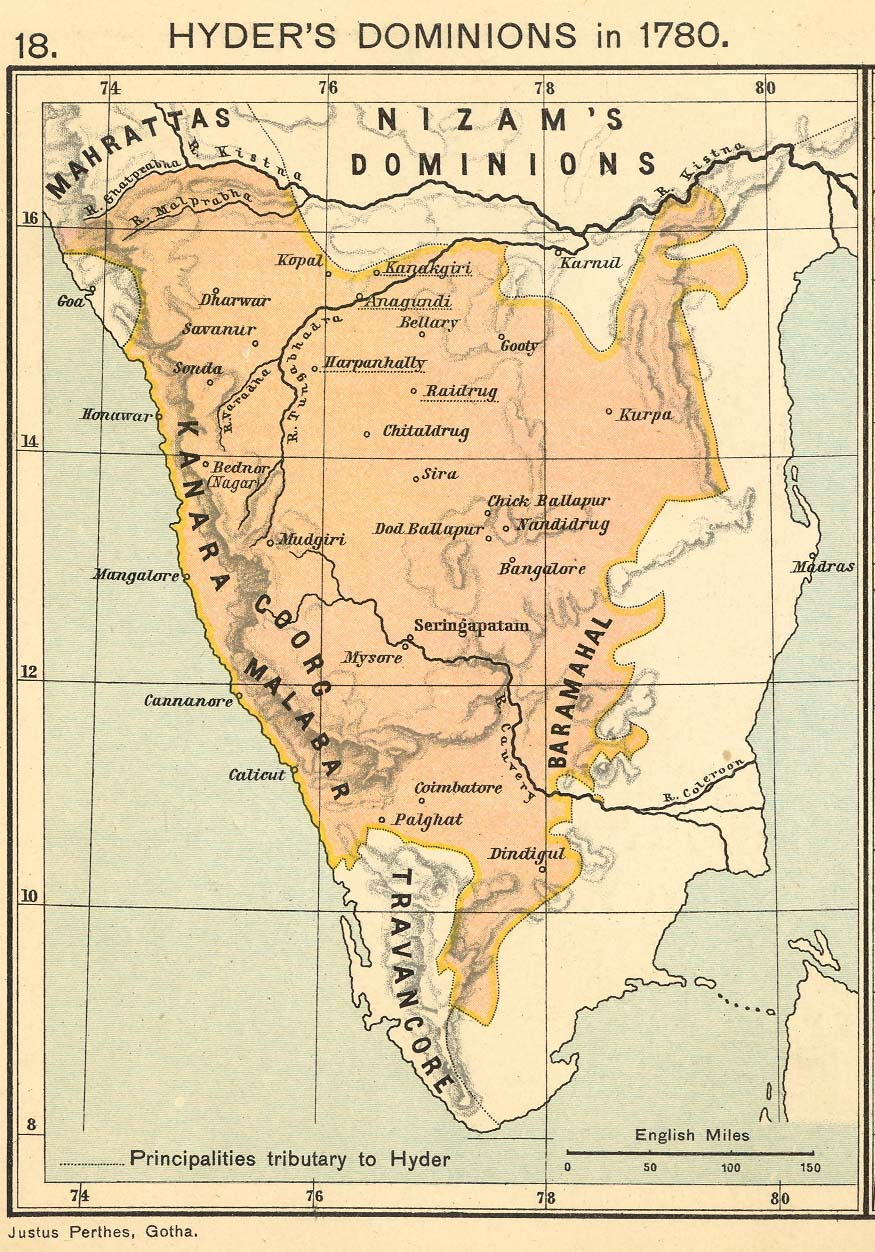
1780年のマイソール王国の領土。ハイダル・アリーは一代でヴィジャヤナガル王国の旧領に相当する地域を王国の版図とした。

ハイダル・アリーは以前より、カルナータカ太守のムハンマド・アリー・ハーンがイギリスと同盟して、マドラスを使用させていることに不満であった。そのうえ、デカンのマラーター王国やニザーム王国などがイギリスと協力関係を結び、マイソール王国の近隣を取り巻いていることも不満だった。
そして、1767年8月、マイソール王国はニザーム王国との同盟締結後、カルナータカ太守の領土に侵攻し、第一次マイソール戦争（アングロ・マイソール戦争）が勃発した。イギリスはマラーター王国やニザーム王国とともに戦ったが、マイソール王国も近代化のために力をつけており、1769年3月に逆にマドラスを包囲され、同年4月3日にマドラス条約を結んで一時停戦した。
マイソール戦争後、ハイダル・アリーは再びマラーター王国と争いを始めた。マラーター軍はハイダル・アリーを征討するため、1770年1月にマイソール王国に侵入し、1771年3月に首都シュリーランガパトナを包囲するなど窮地に立たされた。だが、マラーター王国宰相マーダヴ・ラーオの病状悪化もあり、1772年6月に両国の間に和睦が成立した。
同年11月、かねてから病状の悪化していたマラーター王国宰相マーダヴ・ラーオが死に、それ以降宰相位をめぐってマラーター王国が混乱すると、ハイダル・アリーは対外遠征を再開した。デカン高原南部のマラーター王国の領土に侵攻して、1776年3月15日にはマラーター諸侯ゴールパデー家の拠点グッティを占拠した。これにより、マラーター王国の財務大臣ナーナー・ファドナヴィースは兵を派遣し、マイソール側と全面的に争った。
だが、1777年1月8日にマイソール側がダーラヴァーダ付近の会戦でマラーター軍に勝利するなど、マラーター側は分が悪かった。そのうえ、1778年3月に第一次マラーター戦争中にイギリスが前宰相ラグナート・ラーオに援軍を送ると、ナーナー・ファドナヴィースは兵を引き返した。
その一方、1774年にマイソール王国はケーララ地方のコーチン王国とトラヴァンコール王国に家臣として貢ぐように勧め、1776年8月までにコーチン王国の北部を占領した。さらに、1779年3月にマイソール王国はチトラドゥルガ・ナーヤカ朝を、5月27日にカダパのナワーブを滅ぼし、新たな領土を獲得した。このように、マイソール王国の領土は1770年代を通して拡大した。

### 第二次マイソール戦争とハイダル・アリーの死

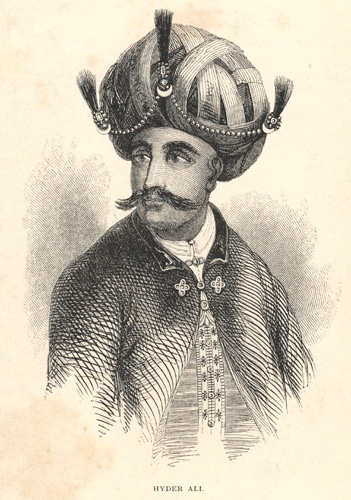
ハイダル・アリー

1779年、イギリスがフランスからケーララ地方の都市マーヒを奪うと、軍事的にも重要だったこの地が奪われたことで、南インドにおけるイギリスの脅威が増し、マイソール王国との対立が再燃した。一方、第一次マラーター戦争は依然といて続いており、ラグナート・ラーオとの戦いで不利になったナーナー・ファドナヴィースは、1780年2月7日にマイソールのハイダル・アリーと反英で同盟するところとなった。
かくして、ハイダル・アリーはイギリスの脅威に対して、マラーター王国、ニザーム王国と同盟し、1780年5月28日にイギリスの領土に攻め入った（第二次マイソール戦争）。
マイソール軍は8月にマドラスを包囲し、11月3日にはアルコットを占領した。だが、1781年7月1日、ハイダル・アリー率いるマイソール軍はポルト・ノヴォで、アイル・クートが率いるイギリス軍に敗北したが（ポルト・ノヴォの戦い）
彼はその軍事的才能によって戦況を覆すことに成功したものの、1782年5月にナーナー・ファドナヴィースはイギリスとの講和条約サールバイ条約の締結を承認し、第一次マラーター戦争を終わらせた。これはマイソール王国との盟約を破ることであったが、ハイダル・アリーは第二次マイソール戦争を続行した。
第二次マイソール戦争中の1782年12月7日 、ハイダル・アリーは第二次マイソール戦争中にアーンドラ地方、チットゥール付近ナラシンガラーヤンペートの陣営で死亡した。
ハイダル・アリーの死後、その息子ティプー・スルターンが父の地位を継承し、新たな支配者となった。それはマイソール王にも認められたものであった。
ティプー・スルターンもまた父同様に有能な戦士であり、その武勇から「マイソールの虎」とも呼ばれた。彼は第二次マイソール戦争をイギリス相手に有利に戦い、1784年3月11日にマンガロール条約を結んで戦争を終わらせた。

### ティプー・スルターンの統治

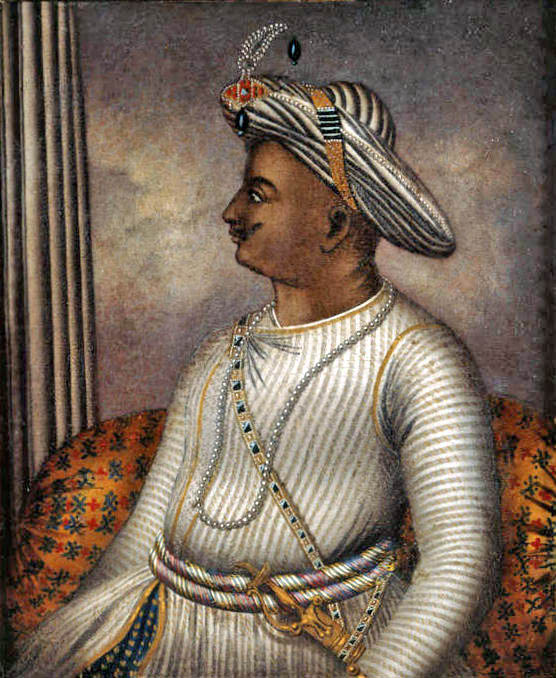
ティプー・スルターン

フランスをもとに軍の近代化、行政機構の中央集権化および行政区画の再編を進め、土地制度や司法制度、幣制の改革を行い、新たに併合した領土の統治に力を入れ、マイソール王国の国力の向上を目指した。
ティプー・スルターンは父ハイダル・アリーが行った産業振興をさらに活性化させようとし、養蚕や絹織産業を育成した。首都シュリーランガパッタナやバンガロールなどの拠点には官営の作業場を増設し、外国人の職人を専門家として招き、国家が中心となってインドに近代的な産業を起こそうとした。
ティプー・スルターンはジャーギールを与える慣行を廃止し、国家による直接徴税を徹底化し、徴税における中間介在者を排除しようとした。彼は一部地域において存在した世襲の在地役人を原則として廃止することを決定し、それらの領地を没収して、従わない場合は殺害することもあった。これらの土地には代わりに定額給与を受け取る国家の役人らが任命された。
しかし、耕作民に課した地租は同時代のムガル帝国、マラーター同盟などと変わらず、その額は生産物の3分の1に及んだ。とはいえ、直接徴税化により、在地領主の不法な付加税の徴収には歯止めがかかり、免税にも積極的であった。
インド総督であったジョン・ショアは「彼（ティプー・スルターン）の支配地の農民はよく庇護され、彼らの労働は奨励され、かつ正当な見返りが保証されている」とし、また別の人物は「（農地は）よく耕作されており、勤勉な住民にあふれ、町は新しく作られ、商業が発展しつつある」と記している。
ティプー・スルターンは父同様に広い国際視野を持ち、イギリスと対立していたフランスはもとより、トルコのオスマン帝国やアフガニスタンのドゥッラーニー朝、アラビア半島のオマーンに使者を送り、イギリスに対しての同盟を持ちかけていた。フランスに送った使節は宮廷に赴き、ルイ16世と謁見している。また、各地とも交易を行い、イラン、アラビア半島のオマーン、トルコ、ビルマのペグーなど、さらには遠く中国とまで交易をおこなった。

### 第三次マイソール戦争と敗北

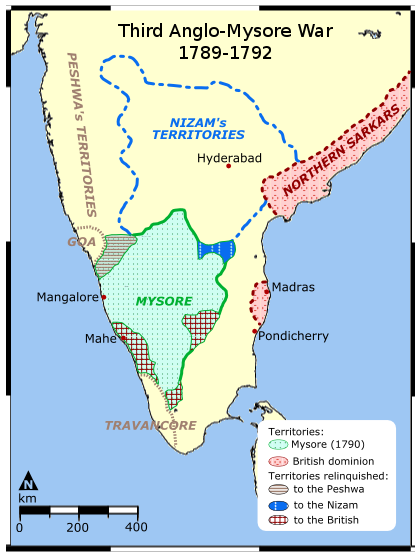
第3次戦争によって没収されたマイソール王国の版図

しかし、1785年以降、ティプー・スルターンはデカンのマラーター王国やニザーム王国と再び争うようになった。かつてのナーナー・ファドナヴィースの裏切りにより、マイソール王国とマラーター王国の対立は終わらなかったのである。
1787年2月14日、ティプー・スルターンとナーナー・ファドナヴィースとの間で和睦が成立したものの。それでも、ナーナー・ファドナヴィースはマイソール王国の脅威を恐れ、ニザーム王国ともに警戒に当たり続けた。また、イギリスも南インドの植民地計画を進めるようになり、マイソール王国の領土分割をねらう勢力はイギリスに加担した。
1789年12月、ティプー・スルターンがケーララ地方を侵略し、トラヴァンコール王国と交戦状態となったが、それが第三次マイソール戦争の火種となった。
1790年5月24日、イギリスはそれを口実に宣戦してマイソール領に侵攻し、6月1日にイギリス、マラーター王国、ニザーム王国の三者同盟が成立した。一方、フランスは前年のフランス革命により兵を出せず、オスマン帝国はロシアとの戦争によりイギリスと結んでおり、マイソール王国は不利を強いられた。
さらに、1792年2月6日から2月24日にかけて、マイソール王国はイギリス、マラーター王国、ニザーム王国の軍にシュリーランガパトナを包囲され、マイソール王国軍は2万人の死者を出した（シュリーランガパトナ包囲戦）。
そして、3月18日ティプー・スルターンは敗北を認め、シュリーランガパトナ条約を結んだ。彼はトラヴァンコール王国、コーチン王国などを除くケーララ地方全域をはじめとするマイール王国の約半分の領土と、多額の賠償金の支払いを約束し、その保証に二人の息子を人質として差し出さなければならなかった。

### 第四次マイソール戦争とティプー・スルターンの死

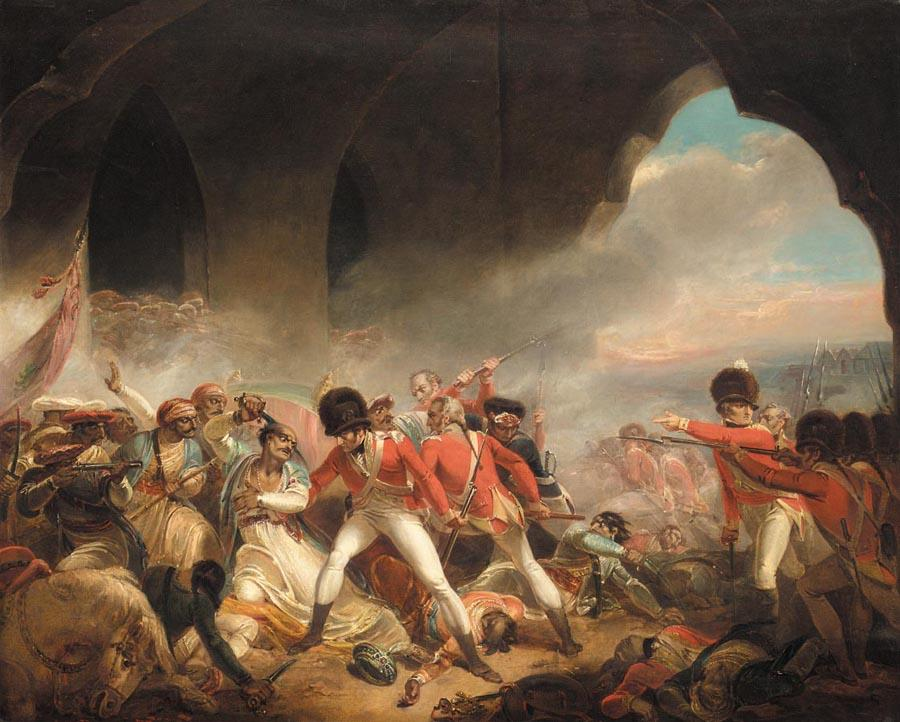
ティプー・スルターンの死

マイソール王国は第三次マイソール戦争により莫大な損害を被り、ティプー・スルターンは省庁の統合、軍制の見直しなど改革を行った。また、各地に反英同盟の使節を送り、ヨーロッパで台頭してきたフランスのナポレオンと結ぼうとした。
1797年、ティプー・スルターンはそのためにフランス領モーリシャス（当時はルイ・ド・フランスと呼ばれていたフランス領フランス島）に使節団を派遣し、フランス軍へ援軍の要請を行った。
だが、これはモーリシャス諸島にフランスの大軍が常駐するという誤情報を信じて踊らされただけであり、その目的は達成されなかった。それだけではなく、イギリスにも開戦の口実を与える結果となってしまった。
1799年2月、イギリスはマイソール側がフランスに援助を求めたことを条約違反として、ニザームと連携して王国領に侵攻し、第四次マイソール戦争が勃発した。フランスの援軍が到着する前の先制攻撃であった。
マイソール王国は交戦したものの、イギリス軍に敗北し続け、同年4月5日にイギリスとニザームの軍50,000により、首都シュリーランガパッタナを包囲された（シュリーランガパトナ包囲戦）。ティプー・スルターン率いるマイソール王国軍30,000は、1ヵ月にわたり交戦したものの、5月4日の総攻撃でティプー・スルターンは戦死し、シュリーランガパトナは陥落、占領された。その後、シュリーランガパッタナは占領され、5月13日にマイソール軍は降伏し、イギリスはマイソール全土を支配下に置いた。
これにより、30年以上にわたるマイソール戦争は終結し、イギリスの南インドにおける覇権が決まり、インドの植民地化がまた一段と進む結果となった。また、マイソール王国が制圧されたことにより、19世紀イギリスは内紛の多かったマラーター同盟に介入し、中断していたマラーター戦争を再開して第二次マラーター戦争と第三次マラーター戦争へとつながっていった。

### マイソール王国の藩王国化、内政権接収

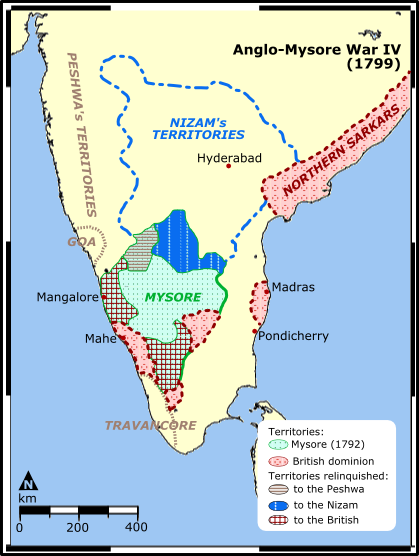
第四次戦争によって奪われたマイソール王国の版図

マイソール王ティプー・スルターンが第四次マイソール戦争で戦死したのち、イギリスはティプー・スルターン一族の王位継承を認めず、オデヤ朝を復活させることにした。1799年6月30日に幼主クリシュナ・ラージャ3世はマイソールにおいて即位式を挙げ、王位を継承した。
同年7月8日にはイギリスとの間に軍事保護条約が締結され、マイソール王国は藩王国となった（マイソール藩王国）。それは必要に応じてイギリスが内政権を接収することができるという、非常に従属性の強いものであった。また、戦後にマイソールの領土はイギリスとマラーター王国、ニザーム藩王国に割譲され、その領土はほぼ半分になった。
一方、ティプー・スルターンの一族はヴェールールの城に住むこととなり、そこで年金生活を送っていた。しかし、1806年7月にヴェールールでシパーヒーらがイギリスに対して反乱を起こすと、ティプー・スルターンの息子をはじめとする一族の者が叛乱に参加している。叛乱が失敗したあと、彼らは捕えられてカルカッタへ連行された。
1831年10月3日、イギリスはマイソール藩王国内で農民反乱が起きたことを理由に、これを統治紊乱として内政権を接収し、その領土は事実上イギリスの管理下に置かれた。その後はずっと、イギリスが任命するコミッショナーがバンガロールを行政中心地として統治し続けた。

### マイソール藩王国の近代化、および併合

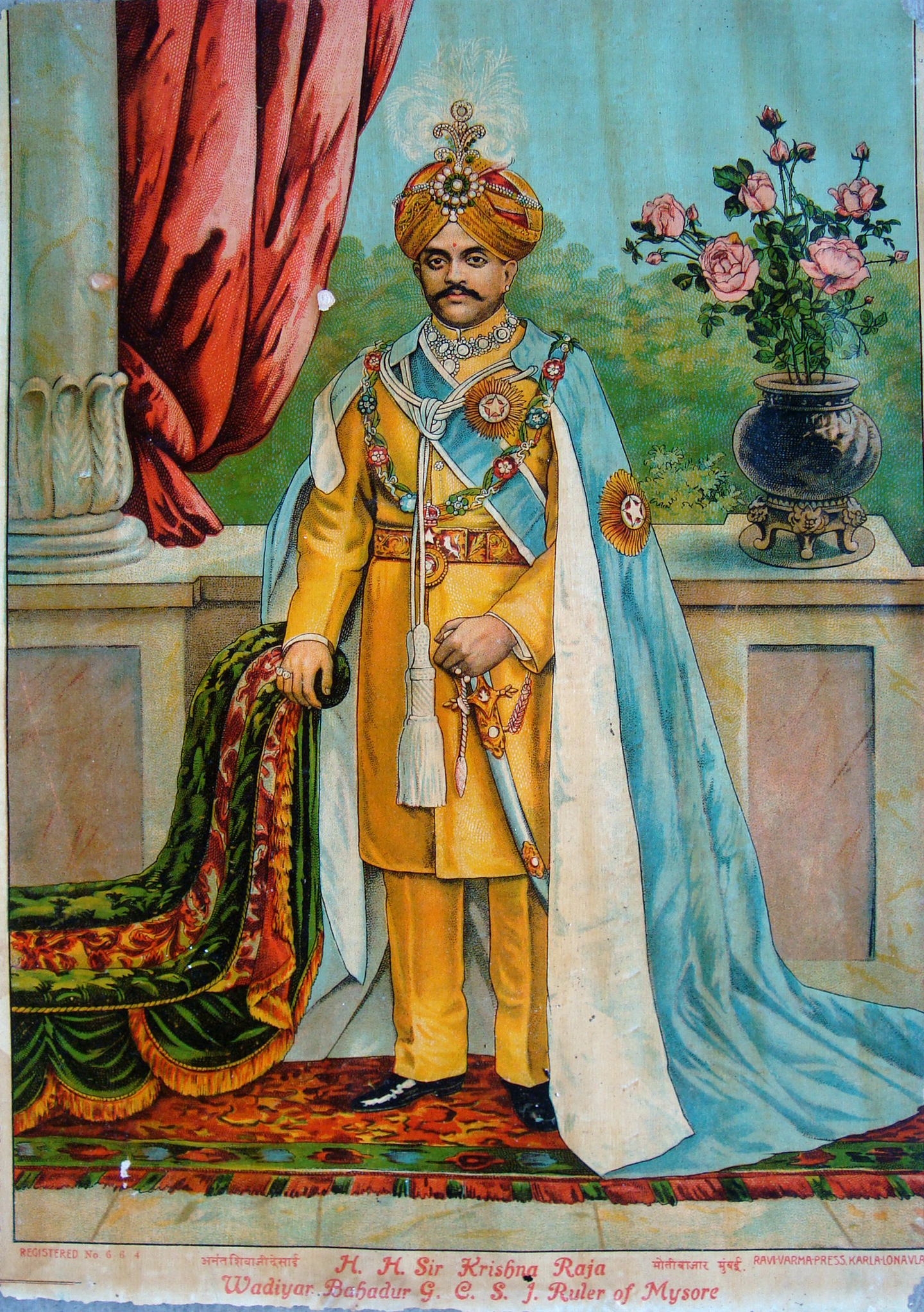
クリシュナ・ラージャ4世

1868年3月27日、クリシュナ・ラージャ3世は死亡し、孫で養子のチャーマ・ラージャ10世が藩王位を継承したが、イギリスは内政権を返還することはなかった。だが、1881年3月25日に先王の代より長らくイギリスに奪われていた内政権が返却され、チャーマ・ラージャ10世は藩王国の内政権を行使できるようになった。
1894年12月28日、チャーマ・ラージャ10世が死亡したことにより、その息子クリシュナ・ラージャ4世が藩王位を継承した。
このクリシュナ・ラージャ4世は近代化の大切さを知っていた名君であった。首都マイソールにマイソール大学などの教育施設が開設され、 20世紀にマイソール藩王国はインドにおいて、他の藩王国やイギリス直轄領よりも高い教育水準を誇っていた。また、1910年代には大臣モークシャグンダム・ヴィシュヴェーシュヴァライヤを用い、自身の名を冠したクリシュナラージャサーガラ・ダムを建設するなど、灌漑事業にも乗り出した。その統治期間の間、平均識字率や社会発展の面ではイギリス領インドよりもずっと進んでいて、かなり近代的かつ能率の高い行政を行なっていた。
1940年8月3日、クリシュナ・ラージャ4世は死亡し、甥で養子のチャーマ・ラージャ11世が継承した。
そして、1947年8月15日、インド・パキスタン分離独立時、マイソール藩王国は帰属先をインドとし、その領土はマイソール州となった。1973年11月以降、このマイソール州はカルナータカ州として再編された。マイソール藩王国だった地域は、現在もインドにおける経済と技術進歩の最前線として威光を保っている。

## 歴代君主

### オデヤ朝
- ヤドゥ・ラーヤ（Yadu Raya, 在位：1399年 - 1423年）
- チャーマ・ラージャ1世（Chama raja I, 在位：1423年 - 1459年）
- ティンマ・ラージャ1世（Timma Raja I, 在位：1459年 - 1478年）
- チャーマ・ラージャ2世（Chama Raja II, 在位：1478年 - 1513年）
- チャーマ・ラージャ3世（Chama Raja III, 在位：1513年 - 1553年）
- ティンマ・ラージャ2世（Timma Raja II, 在位：1553年 - 1572年）
- チャーマ・ラージャ4世（Chama Raja IV, 在位：1572年 - 1576年）
- チャーマ・ラージャ5世（Chama Raja V, 在位：1576年 - 1578年）
- ラージャ・オデヤ1世（Raja Wodeyar I, 在位：1578年 - 1617年）
- チャーマ・ラージャ6世（Chama Raja VI, 在位：1617年 - 1637年）
- ラージャ・オデヤ2世（Raja Wodeyar II, 在位：1637年 - 1638年）
- ナラサー・ラージャ1世（Narasa Raja I, 在位：1638年 - 1659 年）
- ドッダ・デーヴァ・ラージャ（Dodda Deva Raja, 在位：1659年 - 1673年）
- チッカ・デーヴァ・ラージャ（Chikka Deva Raja, 在位：1673 - 1704年）
- ナラサー・ラージャ2世（Narasa Raja II, 在位：1704年 - 1714年）
- クリシュナ・ラージャ1世（Krishna Raja I, 在位：1714年 - 1732年）
- チャーマ・ラージャ7世（Chama Raja VII, 在位：1732年 - 1734年）
- クリシュナ・ラージャ2世（Krishna Raja II, 在位：1734年 - 1766年）
- ナンジャ・ラージャ（Nanja Raja, 在位：1766年 - 1772年）
- チャーマ・ラージャ8世（Chama Raja VIII, 在位：1772年 - 1776年）
- チャーマ・ラージャ9世（Chama Raja IX, 在位：1776年 - 1796年）
- ティプー・スルターン（Tipu Sultan, 在位：1796年 - 1799年）
- クリシュナ・ラージャ3世（Krishna Raja III, 在位1799年 - 1868年）
- チャーマ・ラージャ10世（Chama Raja X, 在位：1868年 - 1894年）
- クリシュナ・ラージャ4世（Krishna Raja IV, 在位：1894年 - 1940年）
- チャーマ・ラージャ11世（Chama Raja XI, 在位：1940年 - 1947年）

### マイソール・スルターン朝
- ハイダル・アリー（Hyder Ali, 在位：1761年 - 1782年）
- ティプー・スルターン（Tipu Sultan, 在位：1782年 - 1799年）